# ویزناوه
ویزناوه (به آلمانی: Wiesenaue) یک شهر در آلمان است که در هافه‌لانت واقع شده‌است. ویزناوه ۸۰۰ نفر جمعیت دارد.